# مجلس السيادة السوداني (1956-1958)
مجلس السيادة السوداني الأول أو مجلس السيادة الأول في السودان أول مجلس سيادة في السودان، حكم السودان ما بين 26 ديسمبر 1955 وحتى 17 نوفمبر 1958، وتكوّن من خمسة أعضاء. وقد حُّلّ المجلس بعد انقلاب الفريق إبراهيم عبود على السلطة، الذي بدوره شكّل المجلس الأعلى للقوات المسلحة الذي حلَّ محل مجلس السيادة.

## أعضاء المجلس
تشكل مجلس السيادة السوداني الأول من:
- الدكتور عبد الفتاح المغربي
- لويجي أدوك
- إبراهيم يوسف سليمان
- الدكتور مبارك الفاضل شداد
- الدكتور التجاني الماحي